# St. Veit (Deufringen)

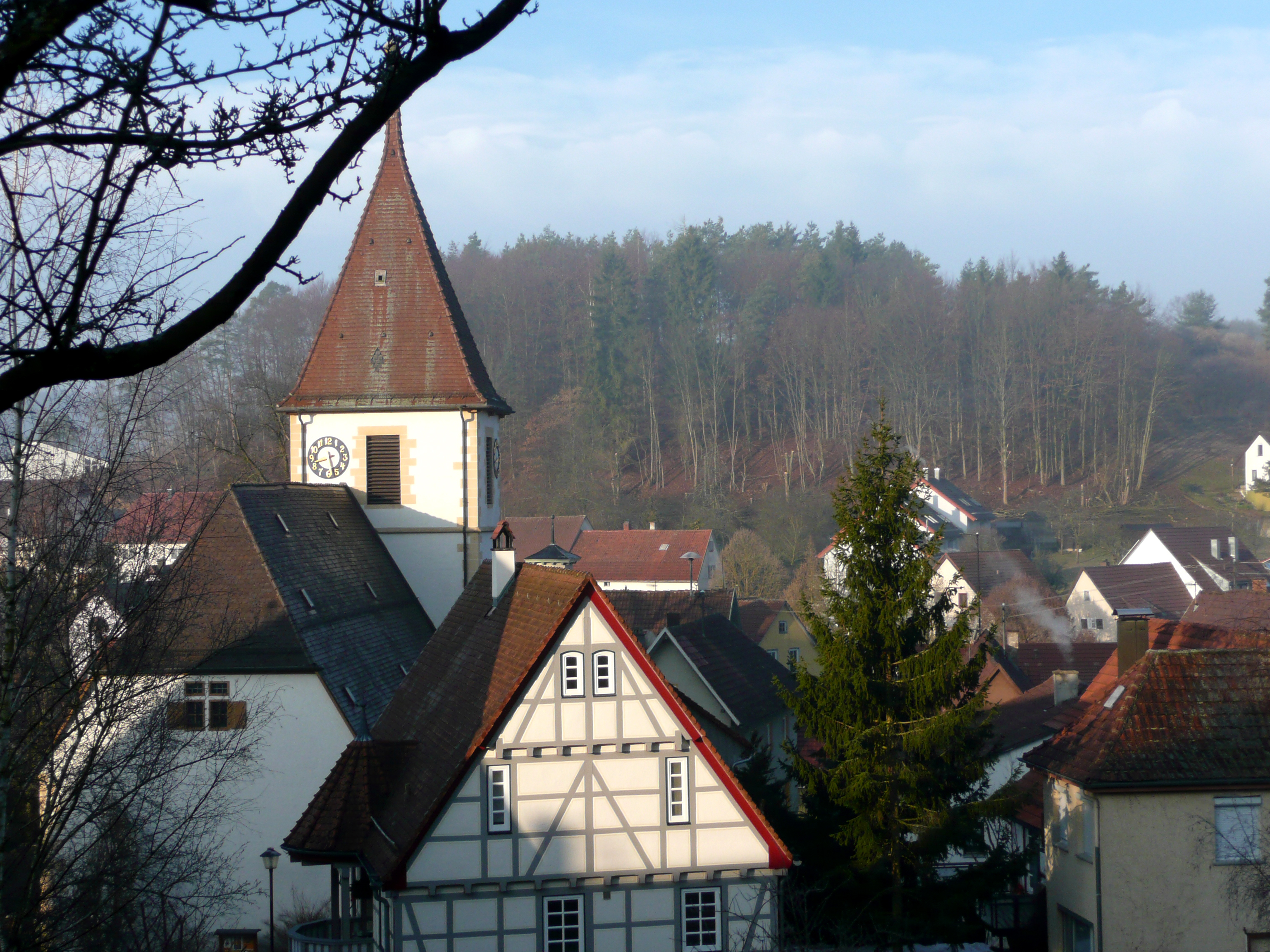
St. Veit in Deufringen

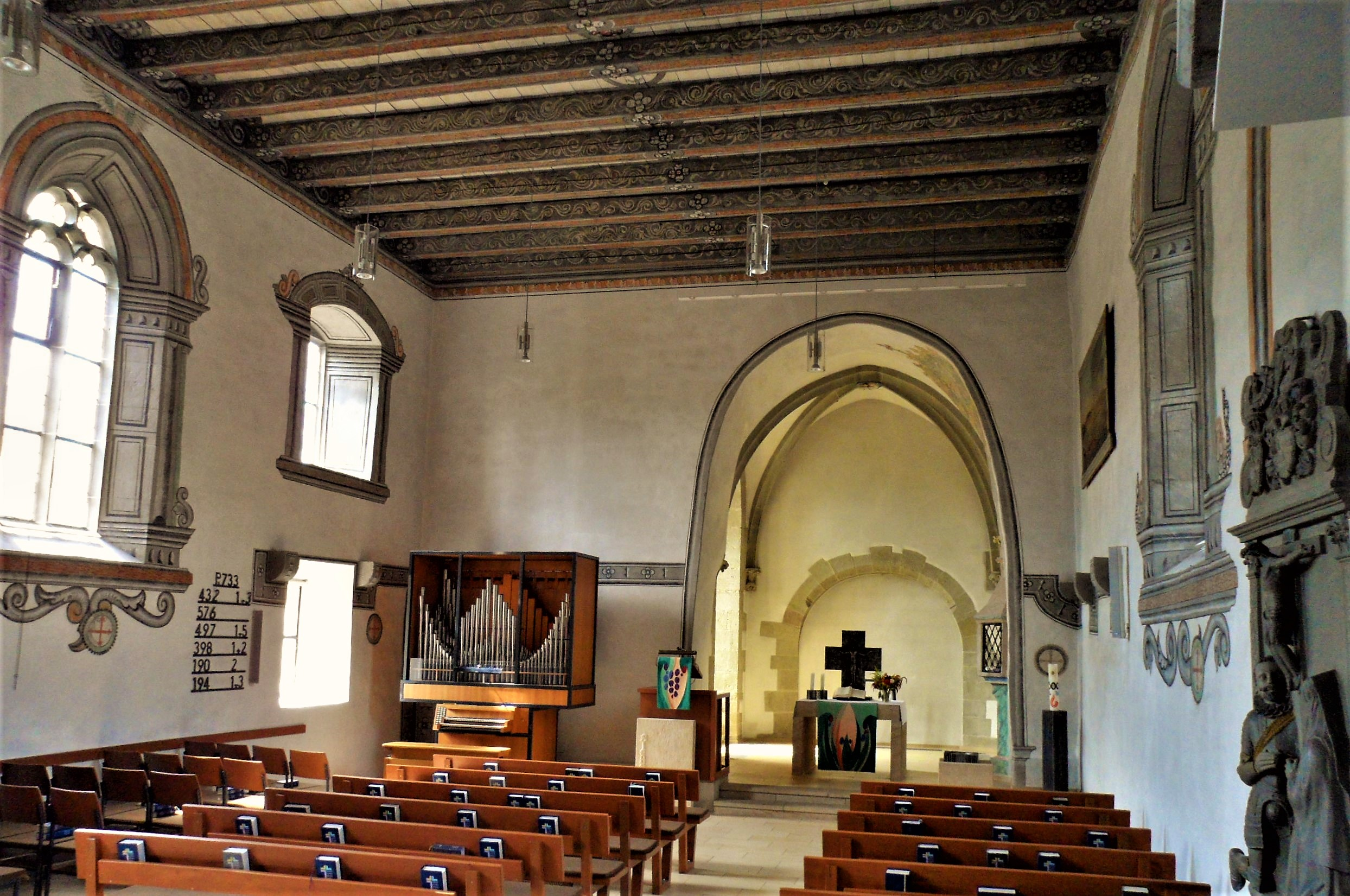
Innenansicht

Die evangelische Pfarrkirche St. Veit ist ein geschütztes Kulturdenkmal nach dem Denkmalschutzgesetz. Sie steht in Deufringen, einem Ortsteil von Aidlingen im Landkreis Böblingen in Baden-Württemberg. Die Kirchengemeinde gehört zum Kirchenbezirk Böblingen in der Evangelischen Landeskirche in Württemberg.

## Beschreibung
Die Saalkirche, die eine romanische Kapelle zum Vorgänger hat, besteht aus einem um 1500 erbauten Langhaus, das 1790 nach Osten erweitert wurde, und einem Kirchturm auf quadratischem Grundriss im Westen, dessen beide unteren Geschosse aus dem 15. Jahrhundert stammen. Der Turm wurde 1725 mit einem die Turmuhr und den Glockenstuhl beherbergenden Geschoss aufgestockt, das mit einem Pyramidendach abschließt.
Im nach Westen ausgerichteten Innenraum ist der Chor als Erdgeschoss des Chorturms mit einem auf Konsolen ruhenden Kreuzrippengewölbe überspannt, das Langhaus mit einer Holzbalkendecke.